# 坎頓 (德克薩斯州)
坎頓（英語：Canton）是一個位於美國德克薩斯州范贊德縣的城市。根據2010年美國人口普查，該地共人口3581人，而該地的面積約為14.60平方千米。同時該地也是范贊德縣的縣治。

## 地理
坎頓的座標為32°33′13″N 95°52′00″W / 32.55361°N 95.86667°W，而該地的平均海拔高度為154米（即505英尺）。